# Live in Verona
6/20/00 – Verona, Italy est un double album live de Pearl Jam enregistré lors du Binaural Tour. Il s'agit d'un Bootleg officiel de la discographie de Pearl Jam.

## Titres

### CD 1
1. Long Road (Eddie Vedder) – 5:17
2. Grievance (Vedder) – 3:13
3. Corduroy (Dave Abbruzzese, Jeff Ament, Stone Gossard, Mike McCready, Vedder) – 4:42
4. Hail, Hail (Gossard, Vedder, Ament, McCready) – 3:30
5. Animal (Abbruzzese, Ament, Gossard, McCready, Vedder) – 2:59
6. Nothing as It Seems (Ament) – 6:25
7. Pilate (Ament) – 2:55
8. Given to Fly (McCready, Vedder) – 3:50
9. Even Flow (Vedder, Gossard) – 5:52
10. MFC (Vedder) – 2:32
11. Habit (Vedder) – 3:34
12. Wishlist (Vedder) – 3:47
13. Daughter (Abbruzzese, Ament, Gossard, McCready, Vedder) – 6:08
14. State of Love and Trust (Vedder, McCready, Ament) – 3:30
15. Once (Vedder, Gossard) – 3:22
16. Lukin (Vedder) – 1:03
17. Immortality (Abbruzzese, Ament, Gossard, McCready, Vedder) – 7:02

### CD2
1. Insignificance (Vedder) – 4:46
2. Rearviewmirror (Abbruzzese, Ament, Gossard, McCready, Vedder) – 6:21
3. Encore Break – 3:12
4. In the Colosseum – 1:00
5. Black (Vedder, Gossard) – 6:24
6. Breakerfall (Vedder) – 2:39
7. Do the Evolution (Gossard, Vedder) – 4:26
8. Elderly Woman Behind the Counter in a Small Town (Abbruzzese, Ament, Gossard, McCready, Vedder) – 4:06
9. Better Man (Vedder) – 3:54
10. I Got You (Neil Finn) – 4:18
11. Alive (Vedder, Gossard) – 6:13
12. Last Kiss (Wayne Cochran) – 3:41
13. Porch (Vedder) – 6:07
14. Soon Forget (Vedder) – 2:06
15. Yellow Ledbetter (Ament, McCready, Vedder) – 6:59

## Musiciens
- Jeff Ament – basse, design concept
- Matt Cameron – batterie
- Stone Gossard – guitares
- Mike McCready – guitares
- Eddie Vedder – chant, guitares, ukulele